# Heteropsyllus curticaudatus
Heteropsyllus curticaudatus är en kräftdjursart som beskrevs av T. Scott 1894. Heteropsyllus curticaudatus ingår i släktet Heteropsyllus och familjen Canthocamptidae. Inga underarter finns listade i Catalogue of Life.